# Plecturocebus vieirai
Plecturocebus vieirai (лат.) — вид приматов из семейства саковых, живущих в северной части Бразилии.

## Классификация
Вид был описан в 2012 году как Callicebus vieirai и назван в честь профессора Карлоса Виейры (порт. Carlos Octaviano da Cunha Vieira), бразильского зоолога и бывшего куратора коллекции млекопитающих зоологического музея Сан-Паулу. В 2016 году по результатам молекулярно-генетических исследований Byrne с коллегами перенесли его в род Plecturocebus.

## Описание
Средних размеров представитель рода Plecturocebus. Шерсть на голове, спине, хвосте и внешних поверхностях конечностей серовато-коричневая, при этом кончик хвоста, ладони и ступни белые. Брюхо, грудь и внутренняя поверхность конечностей оранжевые. Отличается от родственных видов присутствием белой шерсти, окружающей чёрную морду. Длина тела меньше длины хвоста.

## Распространение
Встречаются в трёх отдельных местностях в бразильских штатах Мату-Гросу и Пара.